# Popillia soror
Popillia soror är en skalbaggsart som beskrevs av Ernst Gustav Kraatz 1892. Popillia soror ingår i släktet Popillia och familjen Rutelidae. Inga underarter finns listade i Catalogue of Life.